# 説
| ウィキペディアには「説」という見出しの百科事典記事はありません（タイトルに「説」を含むページの一覧/「説」で始まるページの一覧）。 代わりにウィクショナリーのページ「説」が役に立つかもしれません。 |